# Džosei

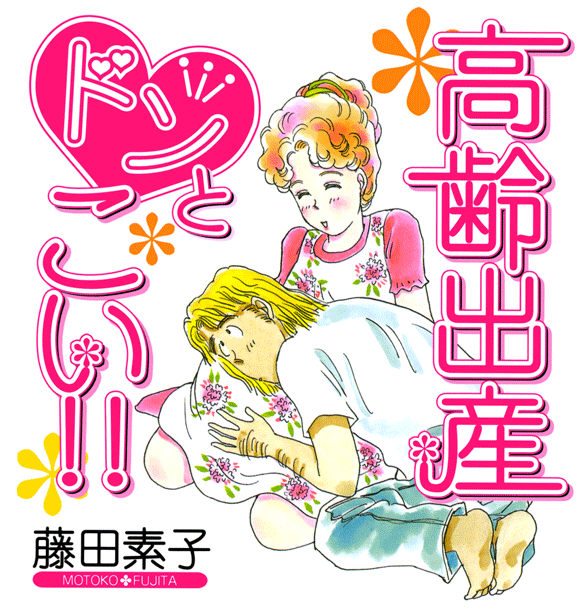
Obálka džosei mangy Kórei šussan don to koi!!

Džosei manga (japonsky 女性 漫画, anglicky josei) se zaměřuje na dospělé ženy. Je to ženská obdoba seinen mangy. Na rozdíl od šódžo je milostná zápletka realističtější a méně zidealizovaná. Příběh je více zřetelný a vyzrálý.

## Seznam džosei mang
| Titul                       | Autor                        |
| Baby Pop                    | Jajoi Ogawa (小川 彌生)      |
| Barairo My Honey            | Tomu Ómi (大海 とむ)         |
| Deka Wanko                  | Kozueko Morimoto (森本 梢子) |
| First Girl                  | Čiho Saitó (斉藤 千穂)       |
| Gokusen                     | Kozueko Morimoto             |
| Hotaru no Hikari            | Satoru Hiura                 |
| It's Not Like That, Darling | Tomomi Nagae (長江 朋美)     |
| Kindan no Koi de Ikó        | Tomu Ómi                     |
| Kindan no Koi wo Šijó       | Tomu Ómi                     |
| Loveless                    | Jun Kóga (高河 ゆん)         |
| Midnight Secretary          | Tomu Ómi                     |
| Nodame Cantabile            | Tomoko Ninomija 二ノ宮 知子  |
| Paradise Kiss               | Ai Jazawa (矢沢 あい)        |
| Spicy Pink                  | Wataru Jošizumi (吉住 渉)    |
| Usagi Drop                  | Jumi Unita (宇仁田 ゆみ)     |
| Suki-tte ii na jo.          | Kanae Hazuki                 |